# Championnat de Roumanie de football 2020-2021
Navigation
Édition précédente Édition suivante
La saison 2020-2021 du championnat de Roumanie de football est la 103e édition de la première division roumaine.
Dans un premier temps les seize équipes s'affrontent au sein d'une poule unique, où chaque club rencontre tous ses adversaires deux fois, à domicile et à l'extérieur, pour un total de 28 matchs chacun. À l'issue de cette première phase, la compétition est divisée en deux : les six meilleures équipes étant placées au sein de la poule pour le titre, où est déterminé le vainqueur du championnat ainsi que les qualifications européennes, tandis que les dix derniers intègrent le groupe pour la relégation, servant à déterminer les clubs relégués. Les équipes du premier groupe se rencontrent à nouveau deux fois tandis que celles du deuxième groupe s'affrontent une seule fois, pour un total respectif de 10 et 9 matchs chacun. À l'issue de la deuxième phase, le vainqueur du groupe pour le titre est sacré champion de Roumanie tandis que les deux derniers du groupe pour la relégation sont directements relégués en deuxième division et remplacés par les deux premiers de cette dernière compétition.
Trois places européennes sont attribuées par le biais du championnat en début de saison : le premier du championnat se qualifiant pour le premier tour de qualification de la Ligue des champions 2021-2022 tandis que le deuxième et le vainqueur des barrages obtiennent une place pour le deuxième tour de qualification de la Ligue Europa Conférence 2021-2022. Une autre place pour la Ligue Europa Conférence est attribuée par le biais de la Coupe de Roumanie 2020-2021. Si le vainqueur de cette dernière compétition est déjà qualifié en coupe d'Europe par un autre biais, sa place est alors réattribuée au quatrième du championnat.
Le CFR Cluj remporte le 7e titre de son histoire à une journée de la fin.

## Participants
Légende des couleurs
- Premier tour de qualification de la Ligue des champions 2020-2021
- Premier tour de qualification de la Ligue Europa 2020-2021
- Promu de deuxième division

| Club                  | Présent depuis | Classement 2019-2020 | Stade                              | Capacité théorique |
| --------------------- | -------------- | -------------------- | ---------------------------------- | ------------------ |
| CFR Cluj              | 2004           | 1                    | Stade Docteur-Constantin-Rădulescu | 23 500             |
| Universitatea Craiova | 2014           | 2                    | Stade Ion-Oblemenco                | 30 929             |
| Astra Giurgiu         | 2009           | 3                    | Stade Marin-Anastasovici           | 8 500              |
| FC Botoșani           | 2013           | 4                    | Stade municipal de Botoșani        | 7 782              |
| FCSB                  | 1947           | 5                    | Arena Națională                    | 55 634             |
| Gaz Metan Mediaș      | 2016           | 6                    | Stade Gaz Metan                    | 7 814              |
| Viitorul Constanța    | 2012           | 7                    | Stade Viitorul                     | 4 554              |
| FC Hermannstadt       | 2018           | 8                    | Stade municipal                    | 14 200             |
| Sepsi Sfântu Gheorghe | 2017           | 9                    | Stade Silviu-Ploeșteanu            | 8 800              |
| Academica Clinceni    | 2018           | 10                   | Stade Clinceni                     | 2 800              |
| FC Voluntari          | 2015           | 11                   | Stade Anghel-Iordănescu            | 4 600              |
| Politehnica Iași      | 2014           | 12                   | Stade Emil-Alexandrescu            | 11 390             |
| Dinamo Bucarest       | 1948           | 13                   | Stade Dinamo                       | 15 032             |
| Chindia Târgoviște    | 2018           | 14                   | Stade Ilie Oană                    | 15 073             |
| UTA Arad              | 2020           | 1 (D2)               | Stade Francisc von Neuman          | 8 500              |
| Argeș Pitești         | 2020           | 2 (D2)               | Stade Nicolae Dobrin               | 15 000             |

## Règlement
Le classement est établi suivant le barème de points classique, une victoire valant trois points, un match nul un seul et une défaite aucun.
En cas d'égalité de points, les équipes concernées sont dans un premier temps départagées sur la base de résultats en confrontations directes (points, différence de buts et nombre de buts marqués), suivi de la différence générale et enfin du nombre de buts marqués.
Lors de la deuxième phase, en cas d'égalité de points, les points sans arrondis à la suite de la division par deux entre les deux phases sont le premier critère de départage.